# Континентални първенци
Континентални първенци (на английски: Seven Summits) са най-високите планини на всеки континент. Това са:
| Изображение | Връх        | Списък Бас | Списък Меснер | Височина | Относителна | Континент       | Планина                  | Държава       | Първо изкачване |
| ----------- | ----------- | ---------- | ------------- | -------- | ----------- | --------------- | ------------------------ | ------------- | --------------- |
|             | Еверест     | ✔          | ✔             | 8.848 m  | 8.848 m     | Азия            | Хималаи                  | Непал / Китай | 1953            |
|             | Аконкагуа   | ✔          | ✔             | 6.961 m  | 6.961 m     | Южна Америка    | Анди                     | Аржентина     | 1897            |
|             | Денали      | ✔          | ✔             | 6.194 m  | 6.144 m     | Северна Америка | Аляски Кордилери         | САЩ           | 1913            |
|             | Килиманджар | ✔          | ✔             | 5.895 m  | 5.885 m     | Африка          | –                        | Танзания      | 1889            |
|             | Елбрус      | ✔          | ✔             | 5.642 m  | 4.741 m     | Европа          | Голям Кавказ             | Русия         | 1874            |
|             | Винсън      | ✔          | ✔             | 4.892 m  | 4.892 m     | Антарктида      | Сентинелски планини      | –             | 1966            |
|             | Джая        |            | ✔             | 4.884 m  | 4.884 m     | Океания         | Сурдиман                 | Индонезия     | 1962            |
|             | Косцюшко    | ✔          |               | 2.228 m  | 2.228 m     | Океания         | Голяма вододелна планина | Австралия     | Неизвестен      |

Най-високата планина в Европа според някои географи е връх Елбрус, който се намира в северната част на Кавказ, близо до границата между крайния югоизток на европейския континент и Азия. Според други тази планина не е в Европа, а най-високата планина, която е безспорна в Европа, е Монблан (4808 м).
Географски континентът Океания включва страната Австралия и всички острови около нея. Ако се използва това определение (наричано още версията на Меснер или Карстенс) за седемте върха, тогава Пункак Джая (или пирамидата на Карстенс) в Ириан Джая (Индонезия) е най-високата планина. Въпреки това, първият списък със седем върха, постулиран от Бас, използва най-високата планина в континентална Австралия, връх Косцюшко. Използват се и двете дефиниции (Меснер и Косцюшко) и следователно има множество дефиниции на седемте върха. Тъй като индонезийските власти са обявили планината за забранена зона от години, изкачването на Пункак Джая е практически невъзможно от дълго време. Затова много алпинисти се преместиха на връх Косцюшко. Със само 2228 метра, тази планина също е много по-лесна за изкачване. Въпреки това, действителната най-висока планина, принадлежаща на страната на Австралия, връх Моусън (2745 метра) се намира на остров Хърд, който се намира на 4000 км югозападно от Пърт, извън Океания.
От 2005 г. Карстенс отново е достъпен и 161 алпинисти (от 2 януари 2009 г.) са успели да изкачат всичките седем от най-желаните върхове през живота си според версията на Карстенс. Списъкът на Седемте катерачи на върха с Косцюшко е по-дълъг със 185 алпинисти (от 13 февруари 2009 г.). Със сигурност 99 алпинисти (от 2 януари 2009 г.) са изкачили всичките осем върха и са в двата списъка.

## Българи
- Атанас Скатов

## Външни връзки
- Актуализирани статистики и факти за Seven Summit
- Седемте върха – най-добрият списък с кофи за катерене

Шаблон:Appendix 
| Континентални първенци |
| --- |
| 1. Азия: Еверест (8849 м) 2. Южна Америка: Аконкагуа (6962 м) 3. Северна Америка: Денали (6190 м) 4. Африка: Килиманджаро (5895 м) 5. Европа: Елбрус (5642 м) / Монблан (4811 m) 6. Антарктика: Винсън(4892 m) 7. Океания: Пункак Джая (4884 m) |